# Milse
Milse ist ein Stadtteil der kreisfreien Stadt Bielefeld in Nordrhein-Westfalen und gehört zum nordöstlichen Stadtbezirk Heepen. Bis 1972 war Milse eine eigenständige Gemeinde im Amt Heepen des Kreises Bielefeld.

## Geographie
Die Stadt Bielefeld ist unterhalb der zehn Bezirke nicht weiter in administrative oder politische Einheiten gegliedert. Stadtteile sind in Bielefeld daher nur informelle Teilgebiete, deren Abgrenzung sich meist auf das Gebiet einer Altgemeinde bezieht. Zu statistischen Zwecken ist Bielefeld jedoch in 72 „statistische Bezirke“ eingeteilt. Die Altgemeinde Milse entspricht dabei in etwa dem statistischen Bezirk Milse, der heute in etwa die Grenzen des informellen Stadtteils Milse definiert.
Milse liegt im Nordosten von Bielefeld und grenzt an die Bielefelder Stadtteile Altenhagen, Heepen, Baumheide und Brake sowie an den Herforder Stadtteil Elverdissen. Durch den Stadtteil fließt von Süden kommend die Lutter, die sich beim Gut Milse mit dem Johannisbach zur Aa vereinigt.

## Geschichte
Das Gut Milse wurde im Jahre 1194 erstmals erwähnt und gehörte im Amt Sparrenberg der Grafschaft Ravensberg zur Vogtei Heepen. In der Napoleonischen Zeit gehörte Milse im Distrikt Bielefeld des Königreichs Westphalen zunächst von 1807 bis 1810 zum Kanton Heepen und anschließend von 1811 bis 1813 zum Kanton Schildesche. Nachdem das Ravensberger Land 1813 wieder an Preußen gefallen war, gehörte Milse seit 1816 zum Kreis Bielefeld und darin zunächst zum Verwaltungsbezirk Schildesche, aus dem 1843 das Amt Schildesche wurde.
1893 wurde Milse wieder aus dem Amt Schildesche in das Amt Heepen umgegliedert. Im Rahmen der kommunalen Neugliederung des Raums Bielefeld wurde Milse am 1. Januar 1973 nach Bielefeld eingemeindet und gehört seitdem zum Stadtbezirk Heepen.

## Einwohnerentwicklung
| Jahr | Einwohner | Quelle |
| ---- | --------- | ------ |
| 1799 | 0365      | [ 8 ]  |
| 1812 | 0582      | [ 9 ]  |
| 1822 | 0303      | [ 10 ] |
| 1843 | 0540      | [ 5 ]  |
| 1864 | 0481      | [ 11 ] |
| 1885 | 0454      | [ 12 ] |
| 1910 | 1324      | [ 13 ] |
| 1939 | 1866      | [ 14 ] |
| 1950 | 2323      | [ 15 ] |
| 1961 | 2832      | [ 7 ]  |
| 1966 | 3105      | [ 6 ]  |
| 1970 | 3111      | [ 7 ]  |
| 1972 | 3205      | [ 16 ] |
| 2008 | 6319      | [ 17 ] |
| 2019 | 6276      | [ 18 ] |
| 2022 | 6255      | [ 19 ] |
| 2024 | 6265      | [ 20 ] |

## Religion
Milse gehörte früher zum evangelischen Kirchspiel Heepen. Heute besteht in Milse eine eigene evangelische Kirchengemeinde, deren Kirche die Evangelische Kirche Milse ist. Die Milser Katholiken gehören zur Braker Pfarrei Maria Königin. Außerdem existiert in Milse eine Mennonitengemeinde.

## Wasserschloss Milse
Das alte Gutshaus stammt vermutlich aus der Zeit um 800. Erstmals erwähnt wird das Gut im Jahre 1194 als „Milesou“. Auf dem Anwesen verbinden sich Johannisbach und Lutter und werden zur Aa. Die Aa fließt in Herford wiederum in die Werre, die schließlich in die Weser mündet. Seit 1886 ist das Anwesen im Besitz der Familie Lott. Heinrich Lott gründete dort in den Wirtschaftsgebäuden eine Lackfabrik, die jedoch nicht mehr in Betrieb ist.

## Die Milser Mühle

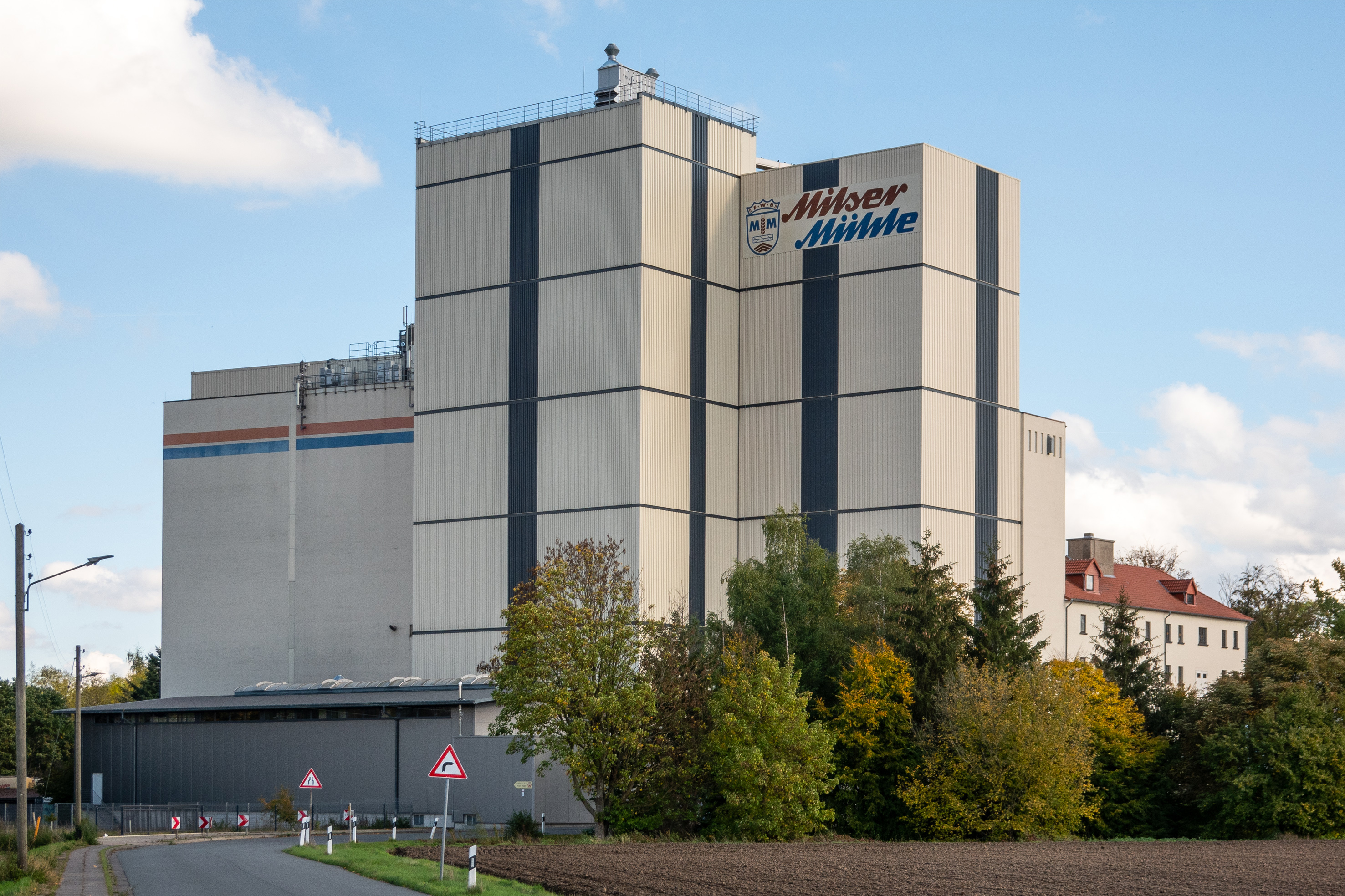
Milser Mühle (2022)

Die Milser Mühle ist seit mehr als 125 Jahren im Besitz der Familie Borgstedt. 1875 wurde die Mühle, die seinerzeit zum Gut Milse gehörte, von der Familie gepachtet und später gekauft. Ursprünglich wurde hier Futterschrot für die Tierhaltung hergestellt. Seit 1918 wird hier Getreide für die menschliche Ernährung gemahlen. Noch heute wird die Mühle zu 10 bis 15 Prozent durch Wasserkraft betrieben.

## Verkehr
Milse liegt östlich der Bundesstraße 61 zwischen Bielefeld und Herford. Die Bundesautobahn 2 wird von Milse aus an der zwei Kilometer entfernten Anschlussstelle Ostwestfalen-Lippe in Bielefeld-Altenhagen erreicht. Von dort soll zukünftig die Ostwestfalenstraße bis zur B 61 verlängert werden und dabei als L 712n nördlich an Milse vorbeigeführt werden.
Milse ist durch die Linie 2 der Bielefelder Stadtbahn direkt mit dem Bielefelder Stadtzentrum verbunden. An der Stadtbahnhaltestelle Milse verkehren außerdem die Buslinien 33, 51 und 352 nach Brake, Altenhagen und Herford. Im August 2008 wurde der Umbau der Endhaltestelle von einer Wendeschleife in eine Stumpfendstelle mit Hochbahnsteig sowie Parkplätzen für 250 PKW fertiggestellt.
Ende 2015 entstand ein neuer Kreisverkehr im Bereich Milser Straße/Elverdisser Straße. Weiterhin wurde die Stadtbahnlinie 2 verlängert bis zur neuen Endhaltestelle im benachbarten Altenhagen. Der neue Streckenteil wurde am 6. Dezember 2015 offiziell eingeweiht.